# Rzekotka wylęgarka
Rzekotka wylęgarka (Gastrotheca ovifera) – gatunek płaza bezogonowego z rodziny Hemiphractidae dorastający do 8,3 cm długości. Występuje w Kordylierze Nadbrzeżnej w Wenezueli, gdzie zasiedla wilgotne lasy tropikalne, w tym lasy mgliste. Do rozrodu dochodzi na wiosnę, a jaja składane są do torby lęgowej znajdującej się na plecach. Rozwój jest bezpośredni i z jaj wykluwają się małe żabki. Gatunek narażony (VU) w związku z m.in. niewielkim i silnie pofragmentowanym zasięgiem występowania oraz utratą i degradacją jego środowiska naturalnego.

## Wygląd
Duży gatunek płaza – samice dorastają do 8,3 cm długości, a samce do 5,8 cm od czubka pyska do otworu kloaki. Skóra na grzbiecie jest gładka i brązowa. Palce u dłoni nie są spięte błoną pławną, która występuje natomiast na palcach stóp. Występuje jasny pasek pod oczodołami oraz ciemny pasek pomiędzy oczami. Boki ciała brązowe, brzuch ciemnobrązowy. Występują czarne pionowe paski na pachwinach. Głowa nieco szersza niż dłuższa. Pysk zaokrąglony patrząc z boku, oraz skierowany ku górze. Okrągła błona bębenkowa. Ramiona dość mocno zbudowane, palce u dłoni dość długie z dużymi okrągłymi przylgami. Kończyny długie, smukłe, a ich palce dość długie. Występują zęby lemieszowe, a także torba lęgowa na plecach.

## Zasięg występowania i siedlisko
Występuje w Kordylierze Nadbrzeżnej w Wenezueli na wysokościach bezwzględnych 890–2060 m n.p.m., gdzie zasiedla wilgotne lasy tropikalne nizinne i górskie, w tym lasy mgliste. G. ovifera spotykana jest głównie nocą na gałęziach krzaków i drzew. Za dnia widuje się osobniki zasiedlające rośliny bromeliowate.

## Rozmnażanie i rozwój
Nawołujące płazy spotykane były od 7 stycznia do 8 marca, samice noszące jaja od 28 marca do 22 maja, a narodziny młodych G. ovifera przypadają na okres od 11 maja do 3 czerwca. Podczas ampleksusu samica podnosi tylną część ciała do góry poprzez wyprostowanie tylnych kończyn. Jaja są następnie składane i za pomocą grawitacji spływają do torby, bez udziału samca. Występuje rozwój bezpośredni – z jaj wylęgają się młode żabki, które torbę opuszczają metodą „głowa najpierw”.

## Status zagrożenia
W Czerwonej księdze gatunków zagrożonych IUCN rzekotka wylęgarka od 2020 roku klasyfikowana jest jako gatunek narażony (VU, ang. Vulnerable); wcześniej, od 2004 roku uznawano ją za gatunek zagrożony (EN, ang. Endangered).
Zasięg występowania (Extent of Occurrence, EOO) rzekotki wylęgarki szacowany jest na 6270 km², a jej rozmieszczenie jest poszatkowane. Ponadto obserwuje się postępującą utratę i degradację środowiska naturalnego, a także spadek w rozmiarze populacji. Populacjom zagraża wylesianie, rolnictwo, a także rozwój infrastruktury.